# Labid Khalifa
Labid Khalifa (Marruecos, 1 de enero de 1955) es un exfutbolista de Marruecos que jugaba en la posición de defensa.

## Carrera

### Club
Jugó toda su carrera con el KAC Kenitra de 1975 a 1990, con el que fue campeón nacional de liga en dos ocasiones.

### Selección nacional
Jugó para Marruecos en 36 ocasiones de 1980 a 1989 y anotó cuatro goles; participó en la copa Mundial de Fútbol de 1986, la Copa Africana de Naciones 1986 y los Juegos Mediterráneos de 1983.

## Logros

### Club
- Botola (2): 1980/81, 1981/82

### Selección nacional
- Juegos Mediterráneos (1): 1983